# Ali (roi en Uppland)
Pour les articles homonymes, voir Ali.

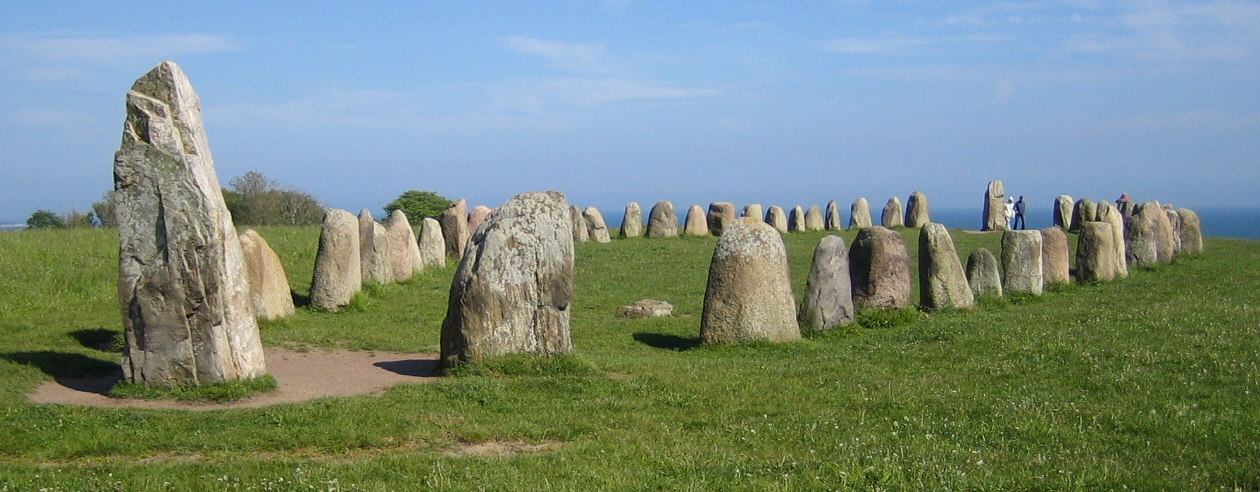
Les Mégalithes de Ale à Kåseberga, possible tombe d'Ali.

Ali d'Uppland (en vieux norrois : Áli hinn Upplenzki, en proto-norrois : Anula, et en vieil anglais : Onela), également connu sous les noms de Ale, Åle ou encore Ole, est un roi semi-légendaire scandinave du VIe siècle appartenant à la dynastie des Ynglingar.
Fils d'Egil, il régnait dans la région suédoise d'Uppland (ou peut-être sur la région norvégienne d'Oppland).

## Biographie
Il est cité dans plusieurs sources scandinaves (Heimskringla, Ynglingatal, Saga de Hrólf Kraki) ainsi que le poème anglo-saxon Beowulf.

### Beowulf
Dans Beowulf, Onela et son frère le roi Ohthere profitent de la mort du roi des Geats Hrethel pour effectuer des raids sur ses terres. Ces pillages sur les terres du Götaland sont alors le début des guerres entre Geats et Suiones. La guerre se termine avec la mort d'Ongentheow, leur père.
Devenu roi après la mort de son frère Ohthere, il part ensuite en guerre contre ses neveux Eadgils et Eanmund, partis se réfugier chez Heardred (fils du roi des Geats Hygelac, lui-même fils de Hrethel). Après plusieurs batailles, son neveu Eanmund est tué par le champion Weohstan et Heardred finit également tué. Onela rentre alors dans son royaume mais Eadgils parvient à survivre et fomente sa vengeance.
Onela est finalement tué au combat par Eadgils et ses troupes (aidé de combattants étrangers, Geats ou Danois selon les sources) sur les bords du lac gelé Vänern (appelé lac Væni).

### Sagas scandinaves
L'animosité entre Ali et Aðils (appelé l'« ennemi d'Ali » ou Ála dólgr en vieux norrois) apparaît également dans la tradition scandinave. Dans les sagas nordiques, Áli d'Uppland est soit suédois soit norvégien, comme dans l'Ynglingatal repris par Snorri Sturluson.
Aðils est marié à Yrsa, la mère de Hrólfr Kraki, et envoie donc une ambassade à Hrólfr pour lui demander de l'aide contre Áli. Mais Hrólfr, déjà impliqué dans une guerre contre les Saxons, ne peut venir en personne mais envoie ses douze meilleurs berserkers, dont Bödvar Bjarki.
Ali fini tué. Les berserkers exigent alors trois livres d'or chacun en guise de paye, et exigent de choisir les cadeaux qu'Aðils avait promis à Hrólfr, c'est-à-dire les deux pièces d'armure que rien ne pouvait percer : le « Casque Sanglier » et la cotte de mailles, héritage de Finn Folcwalding. Ils exigent aussi la célèbre bague Svíagris. Aðils jugé alors le salaire scandaleux et refuse.

## Confusion
Il est possible qu'il soit le même que le Ali cité dans le Nafnathulur.